# Severin Leitner

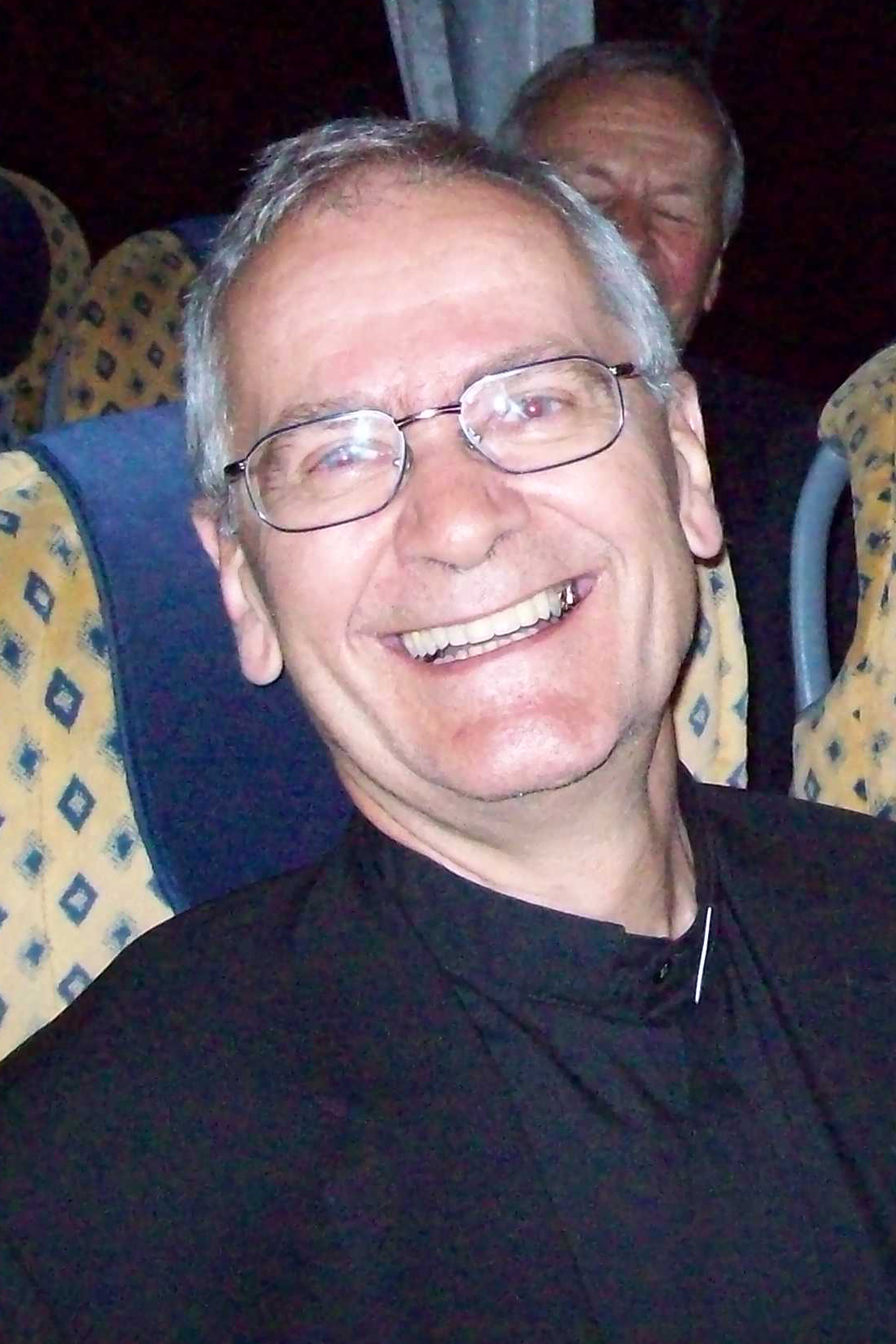
Severin Leitner SJ (2009)

Severin Leitner SJ (* 29. März 1945 in Pfunders, Südtirol, Italien; † 7. Juni 2015 im Gran Sasso d’Italia) war ein Südtiroler Jesuit.
Leitner wurde Ende 2011 vom Generaloberen des Jesuitenordens, Adolfo Nicolás, zu seinem Berater und zum Regionalassistenten für Zentral- und Osteuropa ernannt. Diesen Posten hatte er bis zu seinem Unfalltod inne.

## Leben
Severin Leitner wuchs am Weissteinerhof mit elf Geschwistern auf, den Vater verlor er früh. Nachdem er die Grundschule in Pfunders besucht hatte, besuchte er das Vinzentinum in Brixen. 1965 trat er in den Jesuitenorden ein. Nach einiger Zeit als Präfekt im Aloisianum in Linz und dem Theologiestudium wurde er 1974 zum Priester geweiht und absolvierte ein Doktoratsstudium in Innsbruck. Nach seinem Studium war Leitner in Wien als Jugend- und Studentenseelsorger tätig und übernahm 1981 die stellvertretende Leitung des großen Jugendzentrums "Kennedy-Haus" in der Sillgasse in Innsbruck. Nach einiger Vorbereitung in Rom war Severin Leitner von 1987 bis 1997 Novizenmeister. Von 1997 bis 2001 war Leitner als Regens im internationalen Priesterseminar Canisianum in Innsbruck tätig. Darauf war er von 2001 bis 2008 Provinzial der Österreichischen Provinz der Gesellschaft Jesu und war seit 2005 Vorsitzender der Provinzialskonferenz der Jesuiten in Zentraleuropa. 2009 trat Severin Leitner das Amt des Rektors im Jesuitenkolleg Innsbruck an und führte dieses bis 2012 fort.
Seit 2012 war Leitner in Rom, um dort Adolfo Nicolás als Berater zur Seite zu stehen, und war dort als Regionalassistent für Zentral- und Osteuropa (schließt die Provinzen von Österreich, Tschechien, Kroatien, Deutschland, Schweiz, Ungarn, Litauen, Polen, Rumänien, Slowakei und Slowenien sowie die Region Russland ein) tätig.
Severin Leitner verunglückte am 7. Juni 2015 bei einer Bergtour im Gran Sasso-Massiv.

## Werke
- Das Leid des Menschen. Aspekte zu einer Ethik des Pathischen auf der Grundlage der Theologie Jürgen Moltmanns, unter besonderer Berücksichtigung seiner Kreuzestheorie, Innsbruck 1978, (Hochschulschrift Innsbruck, Univ., theol. Diss. 2. Mai 1978)[6]
- Priesterseminar. Schule des Evangeliums, in: Andreas R. Batlogg (Hrsg.), Dank an Reinhold Stecher Innsbruck, Wien 2002, ISBN 3-7022-2413-0, S. 62–84.
- Wort des Provinzials, in: Andreas R. Batlogg (Hrsg.), Was den Glauben in Bewegung bringt. Fundamentaltheologie in der Spur Jesu Christi. Festschrift für Karl H. Neufeld, Freiburg im Breisgau, Wien 2004, ISBN 3-451-28317-4, S. 11–15.
- Geistliche Begleitung. Gedanken zu einem Herzstück spezieller Pastoral, in: Augustiner-Chorherrenstift Herzogenburg (Hrsg.), Wohnt Gott in uns?! : Suche und Versuche ; Festschrift zum 25-jährigen Amtsjubiläum von Propst Maximilian Fürnsinn, Herzogenburg 2004, S. 241–265.